# Georg Svensson
Karl Georg Henry Svensson (Stoccolma, 23 agosto 1908 – Stoccolma, 15 agosto 1970) è stato un pallanuotista svedese che ha partecipato alle Olimpiadi di Berlino 1936, giocando 6 partite.